# Mecquignies
Mecquignies är en kommun i departementet Nord i regionen Hauts-de-France i norra Frankrike. Kommunen ligger i kantonen Bavay som tillhör arrondissementet Avesnes-sur-Helpe. År 2022 hade Mecquignies 697 invånare.

## Befolkningsutveckling
Antalet invånare i kommunen Mecquignies
| Referens: INSEE |